# Dominik Büchele

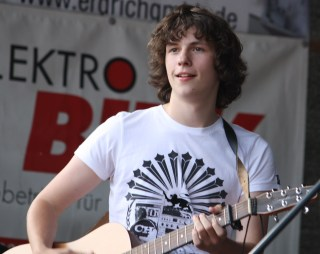
Dominik Büchele (2009)

Dominik Büchele (* 23. Februar 1991 in Herbolzheim) ist ein deutscher Sänger und Songwriter. Einem größeren Publikum wurde er 2009 durch seine Teilnahme an Deutschland sucht den Superstar bekannt.

## Werdegang
Der 1991 geborene Büchele stammt aus dem südbadischen Kappel-Grafenhausen. In seiner Jugend sammelte er Bühnenerfahrung mit der eigenen und damals auf lokaler Ebene aktiven Band Umleitung.
Größere mediale Aufmerksamkeit wurde ihm durch seine Teilnahme an der sechsten Staffel der RTL-Fernsehsendung Deutschland sucht den Superstar teil. Hier schied er am 25. April 2009 in der siebten Mottoshow aus und konnte so den insgesamt vierten Platz erreichen.
Im Anschluss an DSDS arbeitete Büchele mit dem Musikproduzenten Thorsten Brötzmann an seinem im Februar 2010 veröffentlichten Debütalbum Ready, dessen Singleauskopplung Closer to Heaven vorab am 29. Januar 2010 erschien. Bei Konzerten von Ich + Ich und den Puhdys trat er im Vorprogramm auf.
Am 7. Mai 2010 wurde seine zweite Single Brand New Day ausgekoppelt. 2011 folgte die Singleveröffentlichung Hazel Eyes, die sich wie auch Bücheles zweites Album Again in den Charts platzieren konnte. Auf seinem Zweitwerk waren zudem erstmals zwei Eigenkompositionen Bücheles zu finden.
Im Jahr 2012 trat Büchele unter anderem beim Dresdner Stadtfest, dem Waltroper Parkfest und für gemeinnützige Zwecke auf.
2012 begann Büchele ein Musikstudium am International Music College in Freiburg mit Schwerpunkt Songwriting und Producing, das er 2016 erfolgreich abschloss.
Auf die Bühne kehrte er 2013 mit Konzerten seiner Band Umleitung und Eigenkompositionen zurück, die zunehmend mediale Beachtung finden.
Am 20. Juni 2014 erschien die erste in Eigenregie produzierte Demo-CD Umleitung, die nur Eigenkompositionen enthält. Im November 2014 wurde daraus die erste Single Colours als Download veröffentlicht.
2015 gab Büchele mehrere Konzerte in verschiedenen Bundesländern von NRW über Rheinland-Pfalz, das Saarland und Baden-Württemberg bis Bayern, u. a. für <<stadtklang>> in Neuss, beim Musik- und Kulturfestival „Freiburg stimmt ein“, zu einer Kinoeröffnung im Saarland und auf der Kleinkunstbühne Rantastic in Baden-Baden. In der Münchner Olympiahalle und der Stuttgarter Porsche-Arena trat er im Rahmen der Internationalen Musikparade sowie im Musiksaal des Stadtcasino Basel auf Einladung der Polizeimusik Basel auf. Ebenfalls 2015 gründete Büchele mit Freunden die Mundart-Pop-Band Rhinwaldsounds.
Im Jahr 2016 erschien das Debüt-Album Colours von Bücheles Band Umleitung. Der Veröffentlichung schloss sich eine Livetour an.
2017 folgte Büchele zu Fuß dem Pacific Crest Trail von der mexikanischen bis an die kanadische Grenze. Seine Erfahrungen und Erlebnisse verarbeitete er musikalisch in neuen Songs, beginnend mit der Single „Heading North“, gefolgt von Bücheles drittem Solo-Album „The Journey“, VÖ und Live-Premiere am 23. Februar 2018. Im Sommer 2018 schloss sich dazu ein SWR-Fernsehauftritt auf der Landesgartenschau in Lahr/Baden-Württemberg an.
Während der Corona-Pandemie im Jahr 2020 gab Büchele mit seiner Band Umleitung das Auftaktkonzert im Line Up der ersten Staffel des Online-Musikfestivals WeLive, produziert von punchline studio. Die erste Staffel erreichte auf Facebook weit über eine halbe Million Nutzer und wurde beim 38. deutschen Rock&Pop-Preis mit einem ersten Preis ausgezeichnet. Das künstlerische Jahr 2021 begann für Büchele mit der Veröffentlichung der Single „Take Me With You“.

## Auftritte bei DSDS
| Motto (Datum)                                       | Song                           | Originalinterpret | Platzierung    |
| --------------------------------------------------- | ------------------------------ | ----------------- | -------------- |
| Top 15 – Jetzt oder nie (28. Februar 2009)          | Same Mistake                   | James Blunt       | 22,22 % (1/15) |
| Top 10 – Greatest Hits (7. März 2009)               | Imagine                        | John Lennon       | 17,28 % (1/10) |
| Top 9 – Geschlechtertausch (14. März 2009)          | First Day of My Life           | Melanie C         | 22,47 % (1/9)  |
| Top 8 – Party-Hits (21. März 2009)                  | Reality                        | Richard Sanderson | 18,11 % (2/8)  |
| Top 7 – Sexy Hits (4. April 2009)                   | Sunday Morning                 | Maroon 5          | 17,21 % (3/7)  |
| Top 6 – Aktuelle Hits & I love you (11. April 2009) | Stark                          | Ich + Ich         | 18,92 % (3/6)  |
| Top 6 – Aktuelle Hits & I love you (11. April 2009) | Wire to Wire                   | Razorlight        | 18,92 % (3/6)  |
| Top 5 – Sonne und Regen (18. April 2009)            | Upside Down                    | Jack Johnson      | 16,69 % (3/5)  |
| Top 5 – Sonne und Regen (18. April 2009)            | Why Does It Always Rain on Me? | Travis            | 16,69 % (3/5)  |
| Top 4 – Filmsongs & Unplugged (25. April 2009)      | Can You Feel the Love Tonight  | Elton John        | 18,39 % (4/4)  |
| Top 4 – Filmsongs & Unplugged (25. April 2009)      | The Sound of Silence           | Simon & Garfunkel | 18,39 % (4/4)  |

## Diskografie

### Studioalben
| Jahr | Titel | Höchstplatzierung, Gesamtwochen, AuszeichnungChartplatzierungen (Jahr, Titel, Platzierungen, Wochen, Auszeichnungen, Anmerkungen) | Höchstplatzierung, Gesamtwochen, AuszeichnungChartplatzierungen (Jahr, Titel, Platzierungen, Wochen, Auszeichnungen, Anmerkungen) | Anmerkungen                            |
| Jahr | Titel | DE | AT | Anmerkungen                            |
| ---- | ----- | --- | --- | -------------------------------------- |
| 2010 | Ready | DE22 (6 Wo.)DE | AT30 (7 Wo.)AT | Erstveröffentlichung: 19. Februar 2010 |
| 2011 | Again | DE36 (2 Wo.)DE | AT60 (1 Wo.)AT | Erstveröffentlichung: 25. Februar 2011 |

### Singles
| Jahr | Titel Album            | Höchstplatzierung, Gesamtwochen, AuszeichnungChartplatzierungen (Jahr, Titel, Album, Platzierungen, Wochen, Auszeichnungen, Anmerkungen) | Höchstplatzierung, Gesamtwochen, AuszeichnungChartplatzierungen (Jahr, Titel, Album, Platzierungen, Wochen, Auszeichnungen, Anmerkungen) | Anmerkungen                           |
| Jahr | Titel Album            | DE | AT | Anmerkungen                           |
| ---- | ---------------------- | --- | --- | ------------------------------------- |
| 2010 | Closer to Heaven Ready | DE27 (9 Wo.)DE | AT37 (5 Wo.)AT | Erstveröffentlichung: 29. Januar 2010 |
| 2010 | Brand New Day Ready    | — | — | Erstveröffentlichung: 7. Mai 2010     |
| 2011 | Hazel Eyes Again       | DE43 (4 Wo.)DE | — | Erstveröffentlichung: 4. Februar 2011 |